# Leptopterigynandrum tenuicaule
Leptopterigynandrum tenuicaule là một loài Rêu trong họ Thuidiaceae. Loài này được (R.S. Williams) S. He mô tả khoa học đầu tiên năm 2005.